# Medeu
Medeu nebo Medeo (kazašsky Медеу, rusky Медео) je zimní stadion ležící nedaleko kazachstánského města Almaty v nadmořské výšce 1691 metrů. Není zastřešen, plocha je dlouhá 100 m a široká 55 m, tribuny mají kapacitu 8500 diváků. Areál je tvořen rychlobruslařským oválem, uvnitř něhož se nachází hřiště pro bandy. Je nejvýše položeným zimním stadionem na světě, díky řídkému vysokohorskému vzduchu a ledu vyráběnému z čisté vody řeky Malá Almatinka patří k nejrychlejším rychlobruslařským dráhám, bylo zde vytvořeno 126 světových rekordů.
Areál se jmenuje podle původního majitele údolí Medeu Pusurmanova, po jeho smrti zde vznikla lesní škola a léčebna využívající místní kumys. Kluziště bylo otevřeno v roce 1951, v roce 1966 byla vybudována v sousedství přehrada chránící lokalitu před sesuvy bahna z hor a v roce 1972 proběhla rekonstrukce, která umožnila přechod na umělé chlazení dráhy. Stadion využíval jako domácí hřiště klub bandy hokeje Dynamo Alma-Ata, v letech 1974 a 1984 se zde uskutečnilo Mistrovství Evropy v rychlobruslení žen, v roce 1988 Mistrovství světa v rychlobruslení ve víceboji mužů, v roce 2011 soutěže Asijských zimních her a v roce 2012 Mistrovství světa v bandy. Konají se zde také závody motocyklů na ledové ploché dráze. Medeu bude sloužit při zimní Univerziádě 2017, Kazaši je chtěli také využít při olympiádě 2022, která jim však nebyla přidělena. Kromě vrcholových sportovních soutěží probíhá na stadionu od října do května bruslení pro veřejnost, v létě se zde pořádají koncerty.

## Galerie

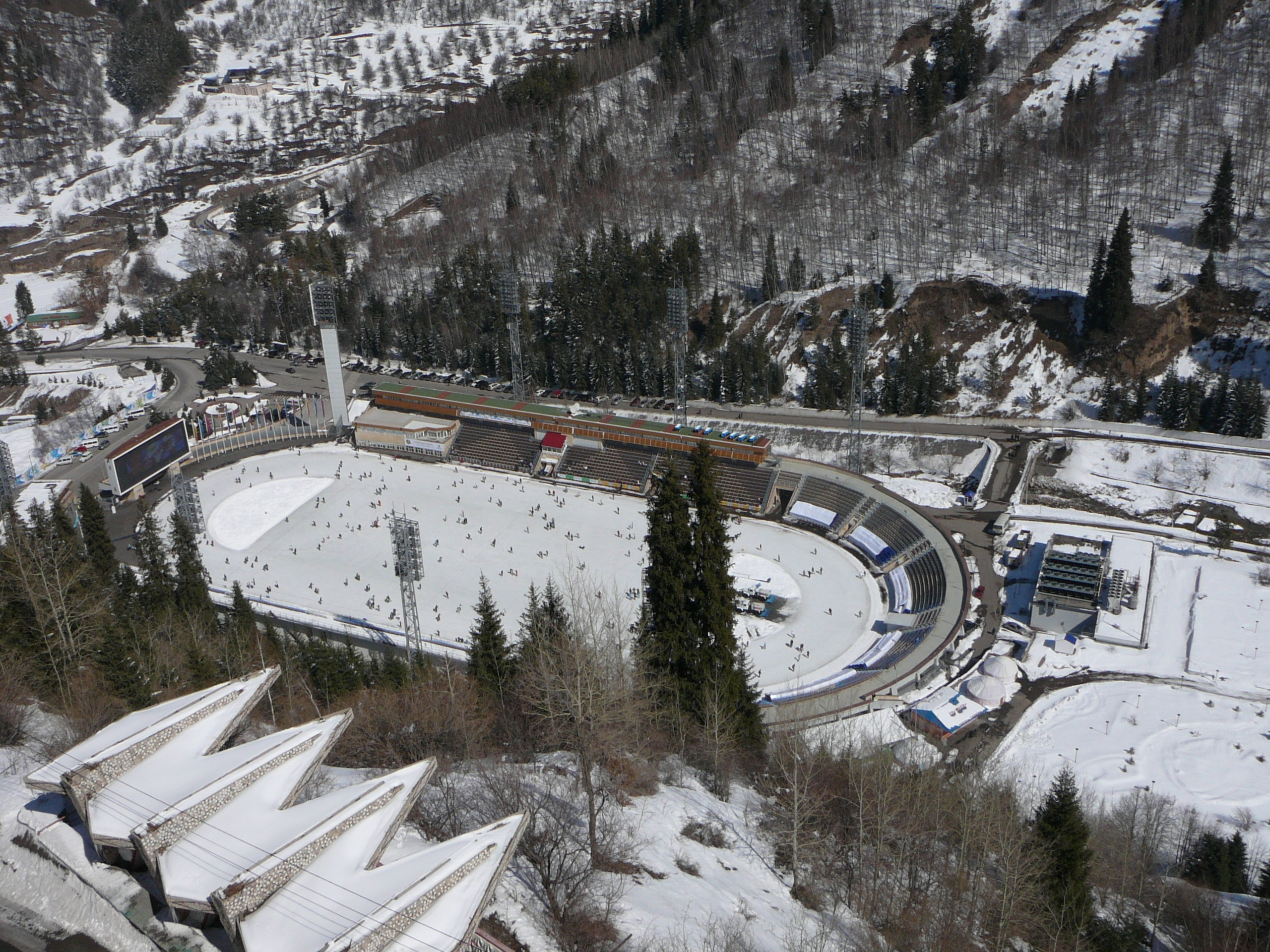
Pohled na Medeu z kabiny lanovky na Šymbulak
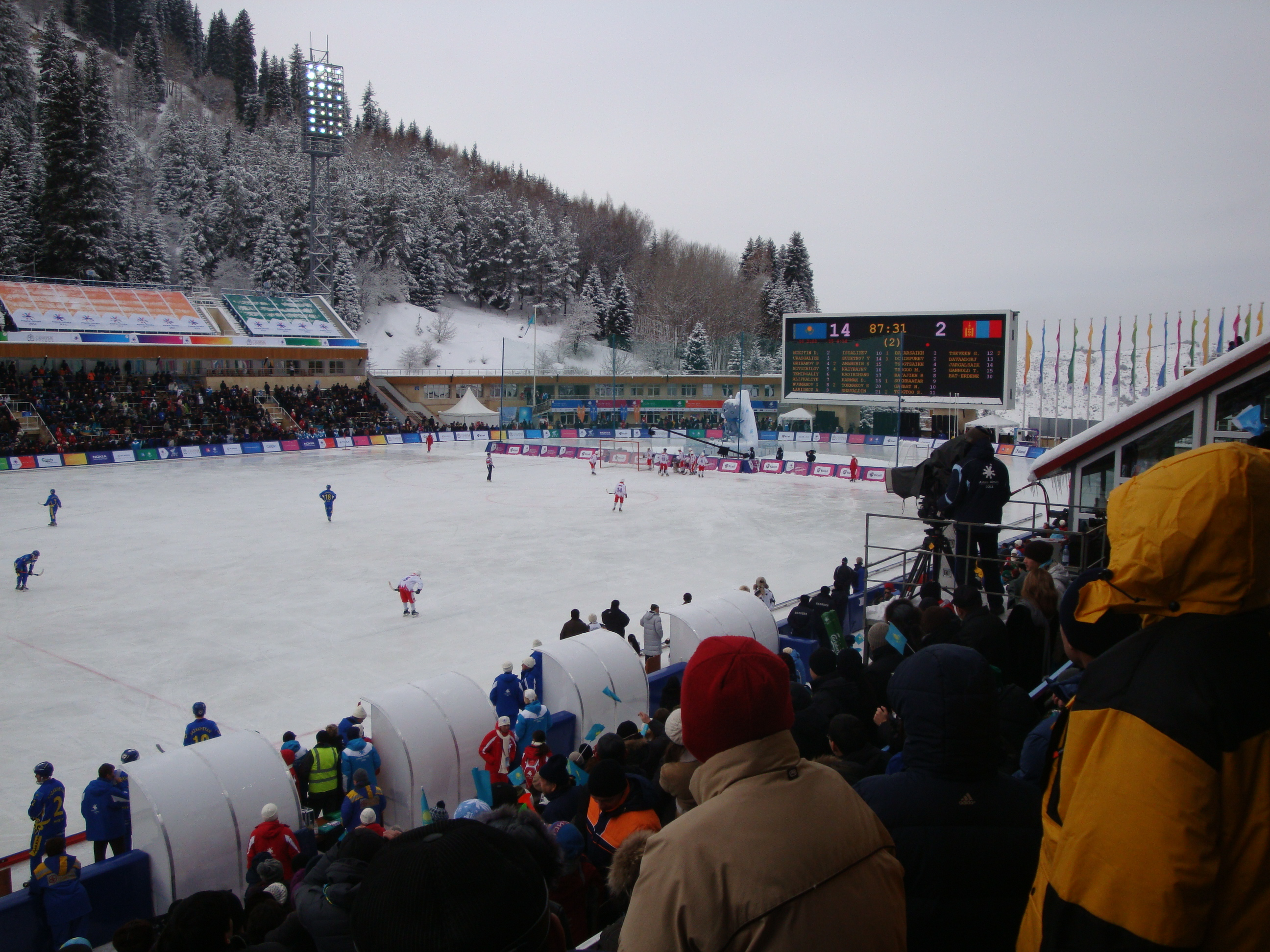
Bandy na Asijských zimních hrách 2011